# Jamkóweczka pomarańczowa
Jamkóweczka pomarańczowa (Antrodiella fissiliformis (Pilát) Gilb. & Ryvarden) – gatunek grzybów należący do rodziny ząbkowcowatych (Steccherinaceae).

## Systematyka i nazewnictwo
Pozycja w klasyfikacji według Index Fungorum: Antrodiella, Steccherinaceae, Polyporales, Incertae sedis, Agaricomycetes, Agaricomycotina, Basidiomycota, Fungi.
Po raz pierwszy opisał go w 1940 r. Albert Pilát, nadając mu nazwę Poria fissiliformis. W 1987 r. Robert Lee Gilbertson i Leif Ryvarden przenieśli go do rodzaju Antrodiella. Pozostałe synonimy:
- Frantisekia fissiliformis (Pilát) Spirin & Zmitr. 2007
- Perenniporia fissiliformis (Pilát) Gilb. & Ryvarden 1985
- Tyromyces fissiliformis (Pilát) Kotl. & Pouzar 1988

Polską nazwę zaproponował Władysław Wojewoda w 2003 r.

## Morfologia
Owocnik
Poliporoidalny, jednoroczny, rozpostarty, czasami z lekko odgiętym górnym brzegiem, przyrośnięty do podłoża, ale dający się od niego oddzielić. Osiąga średnicę kilku cm i grubość 4 mm. Brzeg cienki, białawy, lekko strzępiasty. Powierzchnia hymenialna w stanie świeżym różowawokremowa lub różowawożółtawa do morelowej, po wyschnięciu ciemnieje do jasnobrązowej, a także ulega znacznemu zmniejszeniu. Pory w stanie świeżym są zaokrąglone, 5–7 na mm, w eksykatach stają się prawie prostokątne i zagęszczone. Ściany porów cienkie, całe lub lekko strzępiaste. Rurki są jednowarstwowe, tej samej barwy co pory. Miąższ twardy, ciągliwy w przypadku świeżych próbek, kruchy i półchrzęstny w eksykatach. Kontekst jest cienki, białawy, o grubości około 1 mm.
Cechy mikroskopowe
System strzępkowy dimiticzny. Strzępki generatywne o średnicy 2–4 µm, szkliste, cienkościenne, septowane ze sprzążkami, rozgałęzione. Strzępki szkieletowe o średnicy 2–5 µm, pogrubione, bez przegród i rozgałęzień. Cystydy dwóch rodzajów: stożkowe, o cienkich ściankach, nie wystające z warstwy hymenium i maczugowate, czasami rzadkie i trudne do obserwacji, o pogrubionych ściankach, średnicy 4–6 µm i wystające 10–20 µm ponad warstwę hymenium. Podstawki 10–15(17) x 4–5(6) µm, cylindryczno-maczugowate, ze sprzążką bazalną i czterema cienkimi i smukłymi sterygmami. Bazydiospory 3–4 × 1,5–2 µm, szkliste, gładkie, nieamyloidalne, o lekko pogrubionych ściankach, elipsoidalne, lekko wklęsłe z jednej strony, często gruboziarniste.

## Występowanie i siedlisko
Podano nieliczne stanowiska jamkóweczki pomarańczowej w Ameryce Północnej i Europie. Jest rzadki. W Polsce W. Wojewoda w 2003 r. przytoczył jedno stanowisko z uwagą, że rozprzestrzenienie i częstość występowania tego gatunku nie są znane. W późniejszych latach podano wiele następnych stanowisk.
Nadrzewny grzyb saprotroficzny. Rośnie na drewnie liściastym i iglastym, powoduje białą zgniliznę drewna.